# Gustaw Gwizdalski

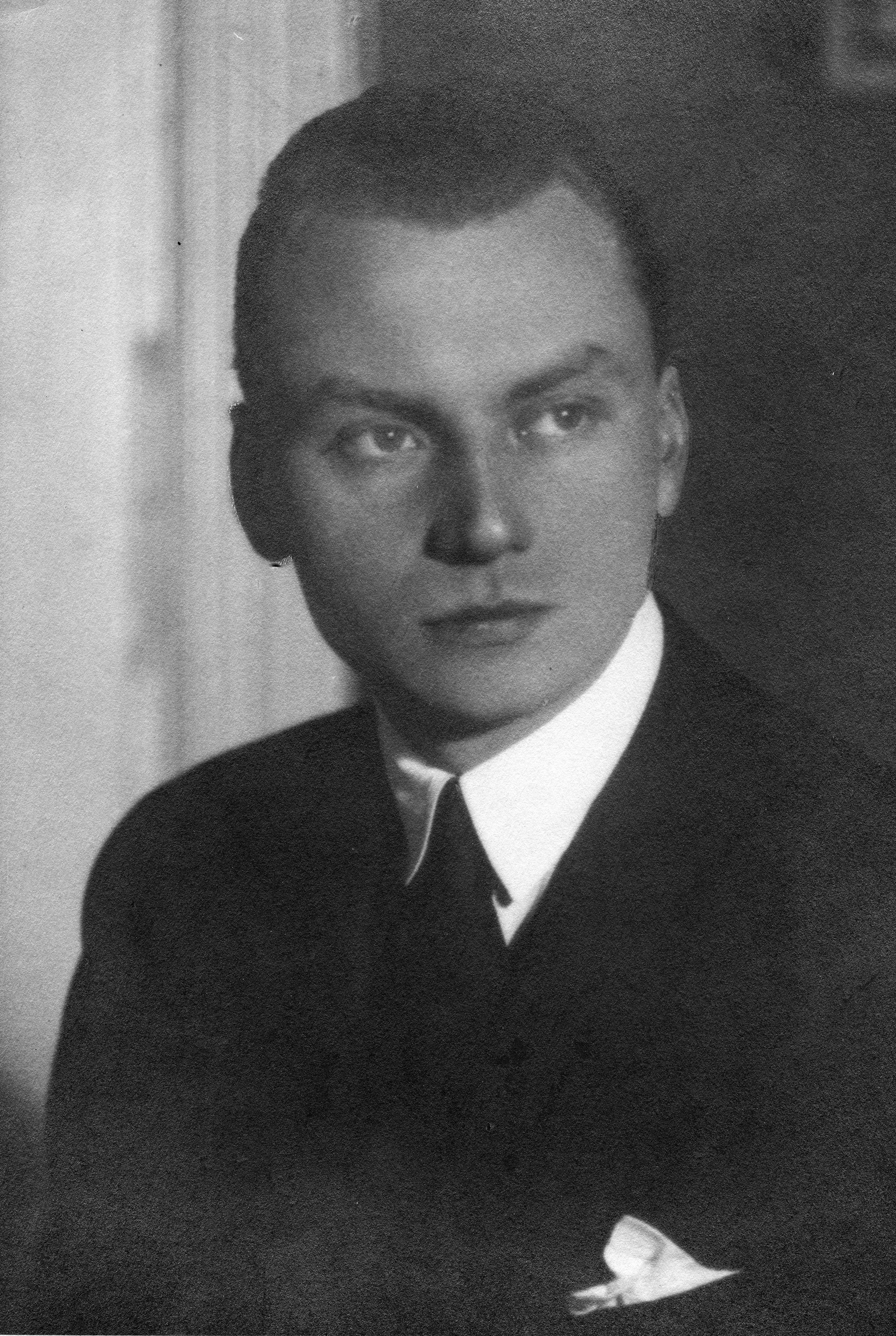
Gustaw Gwizdalski

Gustaw Gwizdalski (ur. 16 marca 1897 w Warszawie, zm. 10 marca 1978 w Leeds) – polski inżynier i lotnik wojskowy. Żołnierz Legionów Polskich, następnie od 1920 roku pilot w lotnictwie Wojska Polskiego. Uczestnik wojny polsko-bolszewickiej i II wojny światowej. Odznaczony m.in. Krzyżem Niepodległości.

## Życiorys
Urodził się 16 marca 1897 w Warszawie, w rodzinie Teodora Edmunda Gwizdalskiego i Józefy Jadwigi z Dzierżanowskich. Posiadał dwoje rodzeństwa, brata Zdzisława (ur. 4 lutego 1894) i siostrę Marię (ur. 29 lipca 1898)
W wieku 17 lat wstąpił do II Brygady Legionów Polskich i służył w 2 pułku ułanów od początku jego istnienia, tj. od dnia 11 sierpnia 1914 roku, kiedy to porucznik Zbigniew Dunin-Wąsowicz zaczął organizować 2. i 3. szwadron Legionów Polskich. Służył w nim do jesieni 1916 roku.
Absolwent szkoły pilotów w Krakowie (maj 1919) i szkoły pilotażu na lotnisku Ławica w Poznaniu (marzec 1920). Uczestniczył w wojnie polsko-bolszewickiej (1919–1920), latając jako pilot w składzie 1. eskadry wywiadowczej. Do podpisania pokoju ryskiego w 1921 roku służył w 1. pułku lotniczym w Warszawie, a następnie w tej samej jednostce w Toruniu, jako pilot eskadry
Po wojnie wyszedł z wojska i studiował rolnictwo w Szkole Głównej Gospodarki Wiejskiej w Warszawie, kończąc ją w 1925 roku z dyplomem inżyniera rolnictwa. W czasie studiów wstąpił do korporacji akademickiej Welecja. Następnie pracował w banku rolnym i gospodarował w majątku Duki pod Tarczynem.

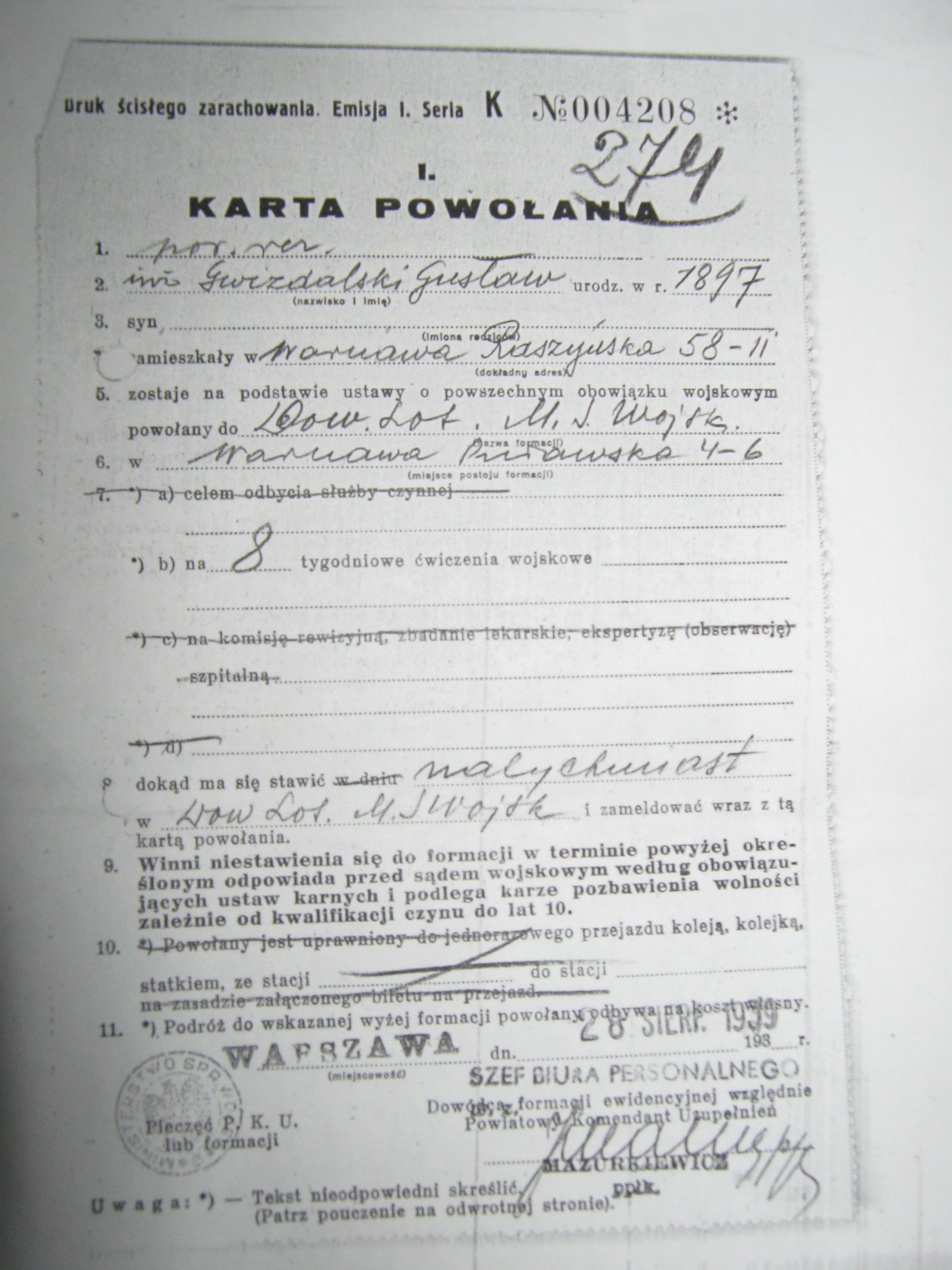
Karta powołania Gustaw Gwizdalski 28.08.1939

W sierpniu 1939 zmobilizowany do służby w Dowództwie Lotnictwa Ministerstwa Spraw Wojskowych. Po zakończeniu kampanii wrześniowej 1939 przedostał się na Wyspy Brytyjskie (16 lipca 1940), wstępując do lotnictwa polskiego walczącego u boku RAF. Z racji wieku, skierowany został do pracy w personelu naziemnym. Kronika 303. dywizjonu myśliwskiego im. T. Kościuszki wymienia go pod datą 24 grudnia 1941 jako oficera wywiadu lotniczego (ang. Intelligence Officer), odpowiedzialnego za zbieranie od załóg meldunków operacyjnych po locie (przebieg lotu, rozmieszczenie artylerii przeciwlotniczej, balony zaporowe itp. szczegóły taktyczne).
Zmarł 10 marca 1978 w Leeds, Prochy sprowadzono do Polski i złożono na cmentarzu katolickim Św. Józefa w Łodzi przy ul. Ogrodowej 39.
Ożeniony 29 września 1928 z Marią Kłos. Bezdzietny.

## Ordery i odznaczenia
- Krzyż Niepodległości – 15 czerwca 1932 „za pracę w dziele odzyskania niepodległości”[16]
- Krzyż Walecznych[17]
- Medal Pamiątkowy za Wojnę 1918–1921
- Polowa Odznaka Pilota nr 89 – 11 listopada 1928 roku „za loty bojowe nad nieprzyjacielem w czasie wojny 1918-1920”[18]